# 1176 Лусідор
1176 Лусідор (1176 Lucidor) — астероїд головного поясу, відкритий 15 листопада 1930 року.
Тіссеранів параметр щодо Юпітера — 3,347.